# Станционное (Крым)
Станцио́нное (до 1948 года разъезд Ташлыяр; укр. Станційне, крымскотат. Stantsionnoye, Станционное) — село в Ленинском районе Республики Крым, в составе Белинского сельского поселения (согласно административно-территориальному делению Украины — Белинского сельсовета Автономной Республики Крым).

## Население
| 2001 | 2014 |
| ---- | ---- |
| 129  | ↗136 |

Всеукраинская перепись 2001 года показала следующее распределение по носителям языка
| Язык             | Процент |
| ---------------- | ------- |
| русский          | 76.74   |
| украинский       | 14.73   |
| крымскотатарский | 6.2     |

### Динамика численности
| - 1926 год — 12 чел. - 1939 год — 315 чел. - 1989 год — 202 чел. | - 2001 год — 129 чел. - 2009 год — 178 чел. - 2014 год — 88 чел. |

## Современное состояние
На 2017 год в Станционном числится 2 улицы — Вокзальная и Степная; на 2009 год, по данным сельсовета, село занимало площадь 50,7 гектара на которой, в 39 дворах, проживало 178 человек.

## География
Станционное расположено на севере района и Керченского полуострова, в верховье балки Глубокая, на Парпачском хребте
Находится примерно в 27 километрах (по шоссе) на северо-восток от районного центра Ленино, высота центра села над уровнем моря — 55 м, в селе — железнодорожная станция Пресноводная (на линии Владиславовка — Керчь). Транспортное сообщение осуществляется по региональной автодороге 35Н-338 от шоссе «граница с Украиной — Джанкой — Феодосия — Керчь» до Золотого (по украинской классификации — С-0-10831).

## История
Железнодорожный разъезд на 59 версте линии Владиславовка — Керчь был сооружён при строительстве ветки в 1899—1901 годах, но впервые в доступных источниках селение встречается в Списке населённых пунктов Крымской АССР по Всесоюзной переписи 17 декабря 1926 года, согласно которому на разъезде Ташлыяр (на 59 км), Ново-Николаевского сельсовета Керченского района, числилось 3 двора, из них 2 крестьянских, население составляло 12 человек, из них 6 русских и 6 украинцев. Постановлением ВЦИК «О реорганизации сети районов Крымской АССР» от 30 октября 1930 года (по другим сведениям 15 сентября 1931 года) Керченский район упразднили и село включили в состав Ленинского, а с образованием в 1935 году Маяк-Салынского района (переименованного 14 декабря 1944 года в Приморский) — в состав нового района. По данным всесоюзной переписи населения 1939 года в селе проживало 315 человек.
После освобождения Крыма от фашистов, 12 августа 1944 года было принято постановление № ГОКО-6372с «О переселении колхозников в районы Крыма» и в сентябре того же года в район приехали первые новоселы 204 семьи из Тамбовской области, а в начале 1950-х годов последовала вторая волна переселенцев из различных областей Украины. С 25 июня 1946 года разъезд Ташлыяр в составе Крымской области РСФСР. Указом Президиума Верховного Совета РСФСР от 18 мая 1948 года, разъезд Ташлыяр переименовали в Станционную. 26 апреля 1954 года Крымская область была передана из состава РСФСР в состав УССР. Время включения в Новониколаевский сельсовет пока не установлено: на 15 июня 1960 года село уже числилось в его составе. Указом Президиума Верховного Совета УССР «Об укрупнении сельских районов Крымской области», от 30 декабря 1962 года Приморский район был упразднён и вновь село присоединили к Ленинскому. К 1968 году Станционное уже в составе Белинского сельсовета. По данным переписи 1989 года в селе проживало 202 человека. С 12 февраля 1991 года село в восстановленной Крымской АССР, 26 февраля 1992 года переименованной в Автономную Республику Крым. С 18 марта 2014 года — в составе Республики Крым Российской Федерации.